# روس روبرتسون (سياسي)
روس روبرتسون (بالإنجليزية: Ross Robertson)‏ هو سياسي نيوزلندي، ولد في 22 مايو 1949 بويلينغتون في نيوزيلندا. حزبياً، نشط في حزب العمال النيوزيلندي. وقد انتخب عضو مجلس النواب نيوزيلندا.